# Peter-Lee Vassell
Peter-Lee Vassell (Saint James Parish, 1998. február 3. –) jamaicai válogatott labdarúgó, jelenleg a Phoenix Rising játékosa a Los Angeles csapatától.

## Pályafutása

### Klubcsapatokban
A Montego Bay United csapatánál nevelkedett, majd innen igazolt a Harbour View csapatához 2016-ban. 2019 januárjában aláírt az amerikai Los Angeles együtteséhez. 2019 augusztusában kölcsönben a Phoenix Rising játékosa lett.

### A válogatottban
Többszörös jamaicai korosztályos válogatott labdarúgó. 2018. március 26-án mutatkozott be a felnőttek között a Antigua és Barbuda elleni felkészülési mérkőzésen. Bekerült a 2019-es CONCACAF-aranykupán résztvevő keretbe.

## Statisztika

### Válogatott góljai
| #  | Időpont             | Helyszín                                                     | Ellenfél           | Gólok | Eredmény | Kiírás                                          |
| -- | ------------------- | ------------------------------------------------------------ | ------------------ | ----- | -------- | ----------------------------------------------- |
| 1. | 2018. április 29.   | Sir Vivian Richards Stadium, North Sound, Antigua és Barbuda | Antigua és Barbuda | 1–0   | 2–0      | Barátságos mérkőzés                             |
| 2. | 2018. augusztus 17. | Kirani James Athletic Stadium, Saint George's, Grenada       | Grenada            | 2–0   | 5–1      | Barátságos mérkőzés                             |
| 3. | 2018. augusztus 17. | Kirani James Athletic Stadium, Saint George's, Grenada       | Grenada            | 3–0   | 5–1      | Barátságos mérkőzés                             |
| 4. | 2018. augusztus 20. | Wildey Astro Turf, Bridgetown, Barbados                      | Barbados           | 2–2   | 2–2      | Barátságos mérkőzés                             |
| 5. | 2018. október 14.   | Ergilio Hato Stadium, Willemstad, Curaçao                    | Bonaire            | 5–0   | 6–0      | 2019–2020-as CONCACAF Nemzetek Ligája selejtező |
| 6. | 2019. szeptember 6. | Montego Bay Sports Complex, Montego Bay, Jamaica             | Antigua és Barbuda | 6–0   | 6–0      | 2019–2020-as CONCACAF Nemzetek Ligája           |